# Achatinella spaldingi
Achatinella spaldingi es una especie extinta de molusco gasterópodo de la familia Achatinellidae en el orden de los Stylommatophora.

## Distribución geográfica
Es endémica del Archipiélago de Hawái.